# Stín kapradiny
Stín kapradiny je nejepičtějším dílem Josefa Čapka. Na rozdíl od jeho ostatních děl se zde nezabývá jen svými nejniternějšími pocity a názory, ale klade důraz především na děj. Autor se sám netajil tím, že Stín kapradiny psal pro širokou veřejnost. Dílo bylo napsáno v létě roku 1930 pro Lidové noviny, kde vycházelo na pokračování. Na podzim roku 1930 vyšlo knižně. 

## Obsah
Nejprve nás autor seznámí s hlavními postavami – Rudolfem Aksamitem a Václavem Kalou. Oba v lese pytlačí, když v tom narazí na hajného. Toho bezmyšlenkovitě a brutálně zabijí. Bojí se zodpovědnosti za svůj čin a raději prchají před spravedlností do lesa. V tomto okamžiku probouzí Josef Čapek vzpomínky na přírodu, lyričnost lesa, mýtin a krajiny. 
Popis přírodních krás je v kontrastu s výčitkami svědomí, jež jsou popsány intenzivněji, a které pytláky doprovází na každém kroku. Na své cestě zažijí několik neočekávaných situací. V průběhu děje ovšem dál páchají zločiny – přepadnou ženu, která se však ubrání, vykradou dům. Tyto činy s sebou nesou následky. Jejich skutky se rychle rozkřiknou po celém kraji a Vašek s Rudou už nemohou vůbec vyjít mimo les. Les se tak stává jejich vězením.
V této části může čtenář sledovat hlubší charakteristiku osobností. Ruda Aksamit je popsán jako vůdčí typ, který myslí především na sebe. Cestou uvažuje, že Vaška opustí, když je nemocen. Vůbec nelituje hajného ani jiných svých prohřešků. Vašek je přesný opak Rudy. Stíhá ho pocit viny a svědomí. Uvědomuje si svůj hrozný čin, ale nechce být považován za slabocha, proto se nechá vést Rudou. 
Během putování k hrdinům promlouvá les, zastřelený hajný a později i zastřelený četník. Tyto postavy lze považovat za nadpřirozené bytosti, které doprovází hlavní hrdiny lesem. Vyčítají jim neetické činy, snižují jim sebevědomí a čekají na jejich konec. 
Ruda s Vaškem tuší, že se blíží jejich konec. V lese začínají bloudit, nemohou najít hustší les a spíše se pohybují u okraje. Jenže to už po nich probíhá pátrání. Náhle není úniku. Oba pytláky naleznou četníci, kteří zastřelí Rudu Aksamita. Václav Kala se s pocitem viny a zděšení raději zabije sám. Zde si čtenář uvědomí tragičnost celého díla, která tkví v tom, že se pytláci snaží vymanit ze zodpovědnosti za následky svých činů, kterou by měli nést. Až smrtí oba pytláci dosáhnou svého cíle, vyhnou se trestu.

## Způsob výstavby textu a role vypravěče
Jak už bylo řečeno, autor ve svém díle uplatňuje děj, dále následuje zápletka a úsek napínavých peripetií. Nakonec příběh vrcholí dramatickým rozuzlením, tedy smrtí hlavních hrdinů. Syžet (způsob) se ve vypravování v podstatě překrývá s fabulí (děj), děj je zachycený tradiční časovou následností.  

### Epická stránka díla
Epický děj je jednoduchý, nekomplikovaný a s jednoznačným rozuzlením. 
Ve Stínu kapradiny můžeme pozorovat dvě dějové roviny. Ta první se vztahuje k vlastnímu příběhu knihy vyjádřenému epickými prostředky. Vedle toho současně probíhá děj lyrický vyjadřující vztah přírody ke zločincům. Především se zobrazuje les. 
Obě dějové roviny jsou sjednocovány jednotným principem, kterým se zde stává lyrično. Jedná se o umělou baladu (vychází z lidové slovesnosti, balady, ale je zpracovaná autorem), kde se lyrično ještě více zdůrazňuje a dostává se do kontrastu s epičností díla. Po přečtení knihy soudím, že lyrično vyhovovalo Josefu Čapkovi více. Nesmíme zapomenout na to, že byl také básníkem. A i jeho posledním dílem byly básně. 

### Lyrická stránka díla
Nyní bych rozebrala lyrickou stránku díla, tedy působení lesa na hlavní hrdiny. Les doprovází děj od začátku. Hrdinové v něm pytlačí, vraždí, ukrývají se a nakonec zde i umírají. Les představuje baladickou moc. Proto toto dílo můžeme zařadit mezi balady. Baladickou atmosféru díla dále Čapek dokresluje užitím personifikace (zosobnění – připisování lidských vlastností neživým věcem, stromy šeptají) a antropomorfizace (věcem se připisují lidské rysy).

### Užití jazyka
Atmosféru děje uvolnil užitím hovorného jazyka. Vypravěčství ve 3. osobě oživil dialogizací textu. Hovornost se projevuje i výběrem lexikálních prostředků (hovorné, knižní a předložkové prostředky), které užívá v promluvě hlavních postav i vypravěče. Díky tomu pozorujeme, jak kontrastně na nás může promluva působit, když je tvořena nepoetickým a poetickým jazykem. Josef Čapek oslovuje čtenáře, kterému je jednak připsána role posluchače i přidělení otázek, na které vzápětí vypravěč odpovídá. Vypravěč oslovuje postavy příběhu, ale dialog probíhá pouze jednostranně (odpovídá pouze vypravěč, postavy nereagují). Tímto typem vyprávění se Čapek přiblížil Vladislavu Vančurovi v Markétě Lazarové. Kromě zmíněných dialogů autor užívá řečnické figury. Uplatňuje hlavně apostrofa (obrací se k nepřítomné osobě nebo věci), exklamace (zvolání – Jaká krása) a řečnické otázky.
Kromě přímé řeči se zde promlouvá i nevlastní přímou řečí. Ta cituje promluvy postav pomocí vypravěče. Tímto se zvyšuje dialogičnost textu.

### Závěr
Na závěr se zaměřme na vztah mezi postavami a vypravěčem. Postavy většinou formulují své myšlenky jednoduše, naivně a bývají většinou považovány za primitivní. Kdežto vypravěč vyslovuje určité hlubší úvahy. Vypravěč má tedy funkci objasnitele, který doplňuje nebo vysvětluje jednodušší formulace hlavních postav. Čapek si s podílem vstupu vypravěče nebo postav pohrává. Nepřenechává veškerou iniciativu jen postavám. Někdy dokonce vypravěč sám vstoupí do děje a přebírá hlavním postavám slovo. Přidává své poznatky nebo vysvětluje názory hrdinů. Kniha byla také zfilmována.
Ke knize napsal Vítězslav Nezval předmluvu, kde popisuje Čapkův život, jeho příchod do literární sféry. Také připisuje recenzi k dílu: „Když jsem četl před dávnými lety Stín kapradiny, ožila ve mně velmi silně chuť podivných krvavých mysliveckých povídek. Celý postup děje Stínu kapradiny i jeho psychologická náplň mě přesvědčuje ve víře, že se tentokráte Josefu Čapkovi jednalo o vyslovení pocitu, který v něm zbyl od dětství po kalendářních románcích ze života pytláků. Pocítil v sobě při nejmenší potřebu probudit k životu dávno zapomenutou tříšť z krajinomalebné líbeznosti. Bez tohoto vědomí bychom povídku správně nepochopili.“